# Lotus halophilus
Lotus halophilus är en ärtväxtart som beskrevs av Pierre Edmond Boissier och Wilhelm von Spruner. Lotus halophilus ingår i släktet käringtänder, och familjen ärtväxter. Inga underarter finns listade i Catalogue of Life.